# إيمي لين
إيمي لين (بالفرنسية: Emmy Lynn)‏ هي ممثلة فرنسية، ولدت في 1 أغسطس 1889 في إسبانيا، وتوفيت في 5 يونيو 1978 بباريس في فرنسا.

## وصلات خارجية
- إيمي لين على موقع IMDb (الإنجليزية)
- إيمي لين على موقع قاعدة بيانات الفيلم (الإنجليزية)